# Montijo (freguesia)
Montijo is een plaats (freguesia) in de Portugese gemeente Montijo en telt 22.915 inwoners (2001).

## Geboren
- Dulce Pontes (1969), (fado- en folk)zangeres en liedjesschrijfster
- Ricardo Pereira (1976), voetballer